# 横山製麺工場
株式会社横山製麺工場（よこやませいめんこうじょう）は、かつて存在した日本の即席麺メーカーである。麺のフリーズドライ化に成功したメーカーとして知られていた。製品のブランド名は「八ちゃん」。
1963年に会社設立。登記上の本店所在地は岡山県浅口市鴨方町六条院中2962番地であったが、実際の本社機能は岡山県浅口郡里庄町に置かれていた。
2006年1月31日をもって事業を停止。法人自体は2023年8月時点でも存続しているが、休眠状態と見られている。
同社製品のテレビコマーシャルは、広島県の民放局（テレビ新広島ほか）でも流されていた。岡山県では、岡山放送でかつて火曜日に『サザエさん』が再放送されていた頃、同番組のスポンサーに付いていた。